# Курсив (издание)
«Курсив» (Kursiv, Kursiv.media) — международное общественно-политическое издание с акцентом на деловую информацию. Основано в 2002 году. Освещает события в бизнесе, политике и общественной жизни Казахстана, стран Центральной Азии и Закавказья. Информация в интернет-издании выходит на русском, казахском, английском, узбекском языках. Тираж еженедельной газеты на русском языке в Казахстане — 8 000 экземпляров в месяц. Посещаемость сайта — 2,3 млн визитов (август 2024 года). Центральная редакция находится в городе Алма-Ате (Казахстан). Офисы редакции располагаются в Астане, Алма-Ате, Ташкенте. Собственник издания «Курсив» — ТОО «Alteco Partners».

## История
Издание «Курсив» было основано в 2002 года в формате печатного делового еженедельника. Первым собственником был предприниматель Александр Цой. В последствии собственником и учредителем стало ТОО «Alteco Partners», ведущее свою деятельность с 2010 года.
В ноябре 2004 года был запущен сайт газеты «Курсив» на русском языке, в 2019 году «Курсив» запустил казахскоязычную версию своего сайта. В том же году «Курсив» стала коммерческим партнёром The Wall Street Journal с правом использовать логотип издания и распространять платный контент на русском и казахском языках. Как отметил представитель департамента коммерческого партнёрства со странами Европы Dow Jones International и Wall Street Journal Питер Коллинс, и «Курсив» был выбран The Wall Street Journal «как одно из самых популярных еженедельных бизнес изданий Казахстана». Данное партнёрство предоставило доступ читателям «Курсив» к закрытой информации, к которой имеют доступ только платные подписчики The Wall Street Journal, при этом читатели получили возможность читать материалы, переведённые на казахский и русский язык. Редакция также активно представлена в социальных сетях.
В феврале 2019 года был запущен сайт узбекской редакции Kursiv c центральным офисом в Ташкенте. СМИ публикует информацию на русском и узбекском языках, а 23 августа 2024 года была запущена англоязычная версия Kursiv Uzbekistan.
В марте 2021 года было создано аналитическое подразделение Kursiv Research, которое занимается макроэкономическим и финансовым анализом, готовит экономические исследования.

## Главные редакторы
- Первый главный редактор — Александр Цой[2]
- до 2010 года — Данияр Буканов[3]
- 2013—2015 годы — Ирина Дорохова[4]
- 2015—2019 годы — Динара Шумаева
- 2019—2021 годы — Марат Каирбеков
- 2021—2023 годы — Сергей Домнин[5]
- с 2023 года — Мира Халина. Член Союза журналистов Казахстана. В журналистике с 1996 года, бакалавр КазГНУ им. аль-Фараби, магистр КИМЭП, медиаменеджер, медиа-тренер, запускала корреспондентскую сеть на «31 канале», создавала информационное агентство Inbussiness.kz, руководила издательским домом «Капитал».

## Судебные разбирательства и конфликты
В феврале 2010 года по иску заместителя председателя фонда «Самрук-Казына» Тимура Кулибаева Медеуский районный суд Алма-Аты запретил ряду изданий, включая «Курсив», «публиковать и распространять в СМИ и иных носителях в бумажном и электронном виде любую информацию, порочащую честь и достоинство Кулибаева Тимура Аскаровича» и наложил арест на тираж этих изданий. После этого международная правозащитная организация Freedom House выразила озабоченность соблюдением законодательства в отношении СМИ. По мнению общественников, одним из последствий иска Тимура Кулибаева стало увольнение главного редактора «Курсива» Данияра Буканова.
В декабре 2023 года Kursiv.Media сообщил о комплексной информационной атаке со стороны неустановленных лиц. Атаки одновременно производились по нескольким направлениям: DDOS-атаки (до 300—400 млн в день), попытки взлома корпоративной почты и корпоративных серверов фиксировались неоднократно, фишинговая атака. Реакция IT-департамента и служб безопасности издания позволили не допустить критических сбоев и быстро восстановить работу. В январе 2024 года казахстанские СМИ, атакованные хакерами, обратились в Комитет национальной безопасности Казахстана. Среди подписантов заявления — представители Kursiv.Media, сайта Inbusiness.kz, проектов ProTenge и Airan, блогер Асхат Ниязов и другие СМИ.